# Pentacosmia cacioides
Pentacosmia cacioides là một loài bọ cánh cứng trong họ Cerambycidae.